# Carex collumanthus
Carex collumanthus är en halvgräsart som först beskrevs av Julian Alfred Steyermark, och fick sitt nu gällande namn av L.E.Mora. Carex collumanthus ingår i släktet starrar, och familjen halvgräs. Inga underarter finns listade i Catalogue of Life.